# شاهین نجفی
مرتضی نجفی‌پور مقدم (زادهٔ ۱۹ شهریور ۱۳۵۹) که با نام هنری شاهین نجفی شناخته می‌شود، خواننده، ترانه‌سرا، آهنگساز و نویسندهٔ ایرانی است. نجفی فعالیت خود در موسیقی را از سال ۱۳۷۹ در ژانرهای رپ و راک آغاز کرد و سپس در سبک هوی متال در کنار دو سبک دیگر به فعالیت خود ادامه داد.
نجفی تا قبل از مهاجرت به آلمان، در سال ۲۰۰۵ میلادی، در ایران، یک خواننده زیرزمینی بود. وی پس از مهاجرت به آلمان، به فعالیت خود در موسیقی رپ و راک متال و موضوعات سیاسی و اجتماعی و مدنی ادامه داده است. او مدعی است که تلاش می‌کند عناصر شاعرانه و ادبی و اصطلاح‌های فلسفی و سیاسی در ترانه‌هایش حضور داشته باشند. به گفتهٔ نجفی مضمون بیشتر ترانه‌هایش استبداد سیاسی، حاکمیت دینی، فقر، تبعیض جنسی، سانسور، کودکان کار، اعدام، اعتیاد، همجنس‌گراهراسی و امپریالیسم فرهنگی است.

## اوایل زندگی و آغاز حرفه

#### کودکی و نوجوانی
شاهین نجفی با نام تولد مرتضی نجفی‌پور مقدم، در ۱۹ شهریور ۱۳۵۹ در بندر انزلی زاده شد. او آخرین فرزند خانواده از بین هشت فرزند است. وی زمانی که شش سال داشت، پدرش را از دست داد. او می‌گوید که خاطره چندانی از پدرش ندارد و تحت تأثیر خواهران و برادران بزرگ‌ترش بزرگ شده است. به‌گفته خودش در نوجوانی قاری قرآن و یک شخص کاملاً مذهبی بود و برای مسائلی مانند حجاب با خواهرش درگیر می‌شده است که با فرهنگ خانواده‌اش سازگار نبوده است. هنگام نوجوانی، اولین گیتار او را بزرگ‌ترین خواهرش برایش خرید که شاهین می‌گوید در آن زمان باید از بین موتورسیکلت گازی و گیتار یکی را انتخاب می‌کرده است که او به‌طور حادثه‌ای گیتار را انتخاب کرده است.
اولین گیتارم را خواهر بزرگم برایم خرید. همان خواهری که اولین دوچرخه را برایم خرید و وقتی از پنجره به کوچه نگاه کردم و دوچرخهٔ «ایران دوچرخ» سبزرنگ تعاونی شرکت را پشت وانت دیدم فریاد زدم الله اکبر و نفهمیدم چطور دویدیم تا دم در خانه. فکر کنم پانزده سال داشتم. دیگر لازم نبود دوچرخه دیگران را یواشکی بدزدم و سوار شوم. گیتار را هم وقتی به خانه آوردم، نمی‌دانم چقدر نگاهش کردم. فقط نگاهش کردم. نمی‌دانستم باید چکار کنم. نودهزار تومن یعنی یک چیزی در حد رؤیا بود در آن زمان. خواهرم گفته بود موتور گازی بخرم برایت یا گیتار؟ واقعاً از روی حادثه و کنجکاوی گفتم گیتار؛ یعنی به اندازه یک موتور گازی می‌توانست زندگی من در راهی دیگر جریان پیدا کند. به همین راحتی.
 او در سن ۱۶ سالگی سرودن شعر را در «انجمن شیدای انزلی» آغاز می‌کند و در سن ۱۸ سالگی به موسیقی روی می‌آورد. وی گیتار را در سبک‌های کلاسیک و فلامنکو نزد استادان این ساز همانند سهراب فلک انگیز، فرزاد دانشمند و حامد حمیدی آموخت. وی آوازهای هارمونی و سلفژ را نزد سنگاچینی و فریدون پوررضا آموخت و سپس آواز خواندن را در سبک‌های راک و اسپانیولی در ایران به صورت زیرزمینی آغاز کرد و با چند گروه مختلف همکاری داشت. فعالیت حرفه‌ای شاهین در سال ۱۳۷۹ آغاز شد. او عمدتاً به‌صورت زیرزمینی فعالیت می‌کرد و گردانندهٔ گروهی بود. شاهین بعد از دو اجرا ممنوع‌الصدا شد.

### اخراج از دانشگاه
شاهین نجفی، دانشجوی رشتهٔ جامعه‌شناسی بود. او به‌علت «هنجارشکنی» از دانشگاه اخراج شده بود. او در این باره گفته بود: «پس از مشکل‌تراشی‌های فراوان، آخر هم اخراج شدیم. هرچند که آن اواخر خودم هم به این نتیجه رسیده بودم که دانشگاه جای من نیست و دیگر فایده‌ای برایم ندارد.»

## مهاجرت به آلمان
من تا در ایران بودم فکر می‌کردم که آدمی یاغی هستم؛ چون این‌طور به من تلقین می‌شد اما خارج که آمدم، متوجه شدم من فقط خواسته‌های طبیعی و منطقی داشتم و دارم.— شاهین نجفی در گفتگو با بی‌بی‌سی فارسی
شاهین نجفی در سال ۱۳۸۴ به کشور آلمان مهاجرت کرد. او نخست سرپرست گروهی به‌نام اینان شد و سپس به گروه تپش ۲۰۱۲ پیوست و فعالیت می‌کرد. گروهی که رسانه‌های تندرو در ایران آن را «تروریستی و مارکسیستی» می‌خواندند. او پس از مدتی از گروه تپش ۲۰۱۲ جدا شد و در سال ۱۳۸۸ گروه موسیقی «آنتی کاریزما» را تشکیل داد. او هنگامی که به آلمان مهاجرت کرد شخصی به‌نام شهریار آحادی، مدیر برنامه وی بود. آحادی همچنین پس از اعلام فتوای ارتداد علیه شاهین نجفی توسط لطف‌الله صافی گلپایگانی، از وی شکایت کرد و از پلیس آلمان خواست که از شاهین محافظت کند.

### جدایی از تپش ۲۰۱۲
شاهین نجفی از ابتدای سال ۲۰۰۹ به همکاری خود با گروه تپش ۲۰۱۲ پایان داد.

### آنتی کاریزما
وی از ابتدای سال ۲۰۱۰ یک گروه موسیقی تحت‌عنوان آنتی کاریزما را تشکیل داد. این گروه، سبک‌های راک و بلوز را دنبال می‌کرد و متشکل از چهار نفر یعنی شاهین نجفی، بابک خزایی، آرمین مستعد و پژمان افشاری بود. گروه آنتی‌کاریزما اولین کنسرت‌های رپ و راک خود را در فستیوال ماه فوریه رپ فارسی که در سوئد برگزار شد، اجرا کرد و مورد استقبال قرار گرفت.

### انتشار اولین آلبوم
شاهین نجفی در تاریخ ۱ مه ۲۰۰۸، یعنی روز جهانی کارگر، اولین آلبوم خودش به نام ما مرد نیستیم را با همکاری گروه تپش ۲۰۱۲ منتشر ساخت. این آلبوم به‌طور رسمی آغاز حرفه وی در موسیقی رپ فارسی بود. این آلبوم شامل ۱۰ ترانه است که مشهورترین ترانه آن «ما مرد نیستیم» می‌باشد. آهنگسازی و تهیه‌کنندگی این اثر توسط گروه تپش ۲۰۱۲ انجام شده و سرودن کلیه شعرها و اجراهای آن را شاهین نجفی بر عهده داشته است. محتوای این آهنگ مربوط به جنبش زنان ایران است. نجفی گفته بود که انگیزه اصلی وی برای انتشار این آلبوم مادرش بوده است. زنی که مجبور شده فرزندانش را بزرگ کند و به آرزوهای خود نرسیده است.

## ترانهٔ «نقی»
در سال ۱۳۹۱ شاهین نجفی ترانه‌ای با عنوان «نقی» و با درونمایهٔ نقد اجتماعی و سیاسی منتشر نمود. این ترانه توسط هواداران امامان شیعه، توهین‌آمیز تلقی شد و حتی نجفی به مرگ (ترور) توسط برخی از مسلمانان تهدید شد. نجفی در این ترانه، علی نقی، امام دهم شیعیان را مورد خطاب قرار می‌دهد و نگاه انتقادی خود از شرایط کنونی اجتماعی و سیاسی ایران را بازگو می‌کند. همچنین نجفی در آهنگ «نقی»، علی النقی امام دهم شیعیان را به مسائل مختلفی از جمله مسائل جنسی قسم می‌دهد و از او می‌خواهد که ظهور کند.

### اتهام به ارتداد
این ماجرا از آنجا شروع شد که عدّه‌ای از لطف‌الله صافی گلپایگانی در رابطه با افرادی که «جسارت‌کنندگان به امام نقی» نامیده بودند استفتاء کردند. متن استفتاء به این شرح است: «مدتی است عدّه‌ای اجیرشده که عمدتاً از ضدانقلاب خارج از کشور می‌باشند، در فضای اینترنت، سایت‌ها و وبلاگ‌های خود به راحتی به امام مظلوم شیعیان حضرت امام هادی اهانت و جسارت می‌کنند (طراحی، جوک، کاریکاتور، فحاشی، دروغ بستن و…) حکم این افراد چیست؟» و جوابی که صافی گلپایگانی به آن داد این‌گونه بود: «چنانچه اهانت و جسارت به حضرت نموده باشند مرتدند. والله اعلم».
در برخی سایت‌های دولتی از جمله فارس نیوز، شاهین نجفی را بر اساس این فتوا مرتد دانسته‌اند، این درحالی است که تاریخ جواب استفتاء دو هفته قبل از انتشار ترانهٔ نقی بود. به دنبال آن گروهی از «افسران جنگ نرم» و «فعالان حزب‌اللهی» با استناد به فتوای مزبور مدعی شده‌اند که در تدارک کشتن شاهین نجفی هستند.
شاهین نجفی در تاریخ ۲۱ اردیبهشت ۱۳۹۱ در پی واکنش‌ها به ترانهٔ جدیدش، به بی‌بی‌سی فارسی گفت که قصد توهین به امامان شیعه را نداشته و فقط نام ائمه را دستمایهٔ کاری هنری-اجتماعی قرار داده است. وی گفت که این فتوا شامل او نمی‌شود و عده‌ای در ایران از فتوای این مرجع به قصد اهداف سیاسی و تحریک احساسات مذهبی مردم سوءاستفاده کرده‌اند.
ناصر مکارم شیرازی نیز در جواب مقلدانش که از او سؤال کردند: «اخیراً فردی به نام شاهین نجفی که از خوانندگان موسیقی در خارج از کشور است در قالب متن شعر و ارائه تصویری موهون به امام دوازدهم شیعیان، امام یازدهم و گنبد مقدس امام هشتم شیعیان توهین کرده است.»؛ گفت که «هرگونه اهانت به مقام شامخ امامان معصوم و توهین آشکار به آن‌ها اگر از سوی فرد مسلمان صورت گیرد، موجب ارتداد است.» اشخاص و وبگاه‌هایی از جمله وبگاه شیعه آنلاین جایزهٔ صدهزار دلاری، وبگاه رویداد جایزه دویست هزار دلاری و حامد زمانی (خواننده پاپ) جایزهٔ صد میلیون ریالی برای کشتن شاهین نجفی تعیین کرده‌اند.
در ۱۶ ژوئن ۲۰۱۲ کمیسیون حقوق بشر پارلمان آلمان در پیامی حمایت خود از شاهین نجفی را اعلام کرد. هم‌زمان با این بیانیه، بیانیه دیگری توسط نویسندگان و هنرمندان آلمانی در حمایت از شاهین نجفی نیز منتشر شد. متن این بیانیه در وبگاه آکادمی هنرهای آلمان انتشار یافت. امضاء برخی چهره‌های فرهنگی مشهور از جمله گونترگراس نویسنده و برندهٔ جایزه ادبی نوبل، الفریده یلینک نویسنده اتریشی و برندهٔ جایزه ادبی نوبل و دیگران بر پای نامه نقش بسته بود. طبق گفته‌های شاهین نجفی، پس از انتشار خبر ارتدادش، او در ابتدا کمی ترسیده ولی پس از مدتی با اعلام حمایت پلیس آلمان، تمرکز خود را مجدداً بر روی ساخت ترانه گذاشته است. پس از مدتی او ترانه‌ای با نام «ایستاده مردن» منتشر کرد که در مورد شرایط آن روزهای خودش بود.

## کنسرت‌ها
شاهین نجفی علاوه بر کار انفرادی موسیقی و کنسرت‌ها، فعالیت‌های موسیقی و اعتراضی خود را با مناسبت‌های گوناگون سیاسی و اجتماعی به شکل زنده اجرا نموده است. وی در اکتبر سال ۲۰۰۸، در یک کنفرانس در شهر اسن آلمان تحت عنوان «کنفرانس صلح» اجرایی داشته است.
او در بسیاری کشورها از جمله انگلیس، اتریش، هلند، کانادا، آمریکا، فرانسه، آلمان، اسرائیل، سوئد و غیره به اجرای کنسرت موسیقی پرداخته است.

### تهدید به انفجار در برنامه‌ها
در اردیبهشت ماه سال ۱۳۹۴ یک سایت تندرو به نام اباشهدا ضمن تهدید به بمب‌گذاری در سالن کنسرت‌های شاهین نجفی از تمام مسلمانان ساکن کشورهای دیگر خواست تا سالن کنسرت‌های او را منفجر کنند و همچنین برای این کار پانصد میلیون تومان به‌عنوان جایزه تعیین کرد. پس از آن طبق اعلام شاهین تمام کنسرت‌ها با پشتیبانی پلیس امنیتی برگزار می‌شود.

### برهنگی در کنسرت
در سال ۲۰۱۴، شاهین نجفی طی کنسرت خود در تورنتو به همراه همنوازان غیر ایرانی خود که به‌طور کامل برهنه بودند اقدام به درآوردن بخشی از لباس‌های خود نمود هرچند عورت خود را پوشاند. این اقدام او با واکنش‌های مثبت و منفی فراوانی همراه شد. طبق اعلامیه شبکه خبری بی‌بی‌سی دلیل این اقدام، اعتراض به لخت‌کردن زندانیان بند ۳۵۰ زندان اوین اعلام شد. اما چند سال بعد، نجفی در برنامه بلور بنفش شبکهٔ بی‌بی‌سی، این موضوع را تکذیب کرد و اظهار داشت تنها به خاطر مبحث فرم کار لخت شده است و این عمل ربطی به لخت‌کردن زندانیان نداشته است.

### کنسرت در اسرائیل
شاهین نجفی دوم فوریه سال ۲۰۱۷ در شهر تل‌آویو اسرائیل، کنسرتی مشترک را با گروه موسیقی بلک فیلد برپا کرد. آویو گفن خواننده این گروه و شاهین نجفی در این کنسرت یکدیگر را برادر خطاب کرده و آویو گفن به شاهین نجفی اجازه داد که در انتهای این کنسرت، پیام انتقادآمیزی را خطاب به اسرائیل و آمریکا به مخاطبان ارائه دهد. نجفی در پیام خود خطاب به دونالد ترامپ رئیس‌جمهور آمریکا و بنیامین نتانیاهو نخست‌وزیر اسرائیل گفت که جنگ، دیوارسازی و جدایی ملت‌ها را متوقف کنید. شاهین نجفی در گفتگو با آسوشیتد پرس در پاسخ به منتقدان سفرش به اسرائیل، آن را «تابوشکنی‌هایی که در پوشش کار هنری می‌کند» خواند. او این کنسرت مشترک را اقدامی در راستای برپایی صلح خوانده است.
شاهین نجفی و آویو گفن، ترانه‌ای عبری به نام «بوکر توو ایران» (صبح به خیر ایران) را با یکدیگر همخوانی کرده‌اند.

## مواضع و دیدگاه‌های فلسفی، سیاسی و هنری
نجفی در مصاحبه‌ای با رادیو فردا اعلام کرد که یک خداناباور است و به مفاهیمی چون شیطان و خدا به صورت ایدئولوژیک باور ندارد.
همچنین او در مصاحبه‌هایی جداگانه با بی‌بی‌سی و اشپیگل، خود را یک سوسیال دموکرات و آنارشیست خوانده بود؛ هرچند او پس از مهاجرت به انگلستان و سپس آمریکا، مارکسیسم را اندیشه‌ای خطرناک توصیف کرده است.

### واکنش به انتخابات دهم ریاست جمهوری
شاهین نجفی پس از حوادث پس از انتخابات ۲۲ خرداد ۱۳۸۸ آثاری همچون «سال خون» را در حمایت از اعتراضات و جنبش سبز ارائه کرد. وی در این راستا در مرداد ۱۳۸۸ تک‌آهنگ ندا را به عنوان یادبودی برای ندا آقا سلطان منتشر نمود. وی در ۲۸ شهریور ۱۳۸۸، آلبوم توهم را توسط نشر ایرانی - آلمانی پامس منتشر کرد که در این آلبوم نیز در چندین ترانه اعتراضاتی به دولت و حکومت جمهوری اسلامی و حوادث پس از انتخابات ۲۲ خرداد ۱۳۸۸ قابل شنیدن است. نجفی در تاریخ ۱۰ بهمن ۱۳۸۸ در مطلبی تحت عنوان «تا آزادی ایران موی سرم را کوتاه نمی‌کنم» در وبلاگ شخصی‌اش نوشت:
من از این ساعت تا زمانی که سرزمینم به آنچه که خواست مردم است، یعنی ایجاد حکومت و دولتی که در آن دین و دین‌مداران در امور سیاسی دخالت نکنند، و رسیدن به آزادی و عدالت در مفهوم خاص و عام‌اش برای همه طبقات، قشرها، فرقه‌ها، اقلیت‌های مذهبی و نژادی، برابری کامل زن و مرد و آزادی حقوق اقلیت‌های جنسی برسد، با خود عهد می‌بندم که دیگر موی سر خود را کوتاه نخواهم کرد.
البته او پس از حدود یک سال موهایش را کوتاه و دلیل آن را مسائل امنیتی ذکر کرد.

### واکنش به دیدار هنرمندان با روحانی
پس از دیدار رئیس‌جمهور ایران حسن روحانی با هنرمندان در تالار وحدت در تاریخ ۱۸ دی ۱۳۹۲، نجفی طی بیانیه‌ای شعارگونه و با ادبیاتی تند آن‌ها را شماتت کرد که بازتاب زیادی در میان کاربران ایرانی شبکه‌های اجتماعی داشت. او در بیانیهٔ خود، این افراد را «هنربند» خواند و آن‌ها را به «دریوزگی»، «مفعول بودن»، «کاسهٔ گدایی گرفتن»، «اختگی سیاسی–هنری»، «حصیر نشیمنگاه شدن» و «اماله شدن سوراخ‌هایشان تا ارگاسم سیاسی» متهم کرد.
از بین نویسندگان محمود دولت‌آبادی، از بین اهالی موسیقی لوریس چکناواریان و شهرام ناظری و در میان سینماگران مسعود کیمیایی، تهمینه میلانی، بهمن فرمان‌آرا و رخشان بنی‌اعتماد از شاخص‌ترین حاضران در این مراسم بودند.
کوهیار گودرزی، فعال حقوق‌بشر در بی‌بی‌سی فارسی می‌نویسد که نجفی با ادبیات جنسیتی خود، بازتولید خشونت در قالب زبان انجام می‌دهد. او اشاراتی جنسیتی، زن‌ستیزانه و ضدِ دگرباشان جنسی دارد که برخاسته از میل به بروز آزارگری-آزارخواهی جنسی به شکل خشونت کلامی است. گودرزی همچنین معتقد است که نجفی با تبدیل مطلقهٔ نهاد شر، به هر چیز مقابل آن صفت خیر می‌دهد؛ چنانچه مقبولیت خود را تنها از طریق نفی حاکمیت در موضع سلبی کسب می‌کند و نیازی نمی‌بیند که خود را به‌طور ایجابی هم تعریف کند.
پیام فروتن، کارگردان تئاتر نیز در خبرآنلاین این بیانیه را «احساساتی و بدون رعایت شئون اخلاقی» و حاوی واژه‌هایی «سخیف و مبتذل» می‌داند و معتقد است که نجفی بدون خردورزی خود را در مقام قضاوت و صدور حکم قرار داده است.

### واکنش بهانتخابات ریاست‌جمهوری ایران (۱۴۰۰)
شاهین نجفی ضمن تحریم سیزدهمین دورهٔ انتخابات ریاست‌جمهوری اسلامی در مصاحبهٔ با بخش فارسی صدای آمریکا گفت: «از افشای ماهیت ضد جمهوری جمهوری اسلامی استقبال می‌کنم.»

### پیوستن به کارزارنه به جمهوری اسلامی
شاهین نجفی، از جمله هنرمندانی بود که به کارزار سیاسی «نه به جمهوری اسلامی» پیوست.نجفی همچنین با همکاری همسرش، لیلی بازرگان و هنرمندی با نام مستعار «تبرئه» سرودی را دراین‌باره خواندند. شاهین نجفی درمورد این سرود گفته بود: «این یک قطعهٔ هنری نیست؛ این سرود فریادی علیه استبداد دینی حاکم بر ایران است.»

### موضع‌گیری علیه هنرمندان و فعالان سیاسی
شاهین نجفی همواره مواضع سختی علیه مسیح علی‌نژاد و فعالان حقوق زنان داشته و ترانه مسیخ را علیه او اجرا کرده است. همچنین او ضمن «عامل بدبختی خواندن شعر» در همایش «هنر در تبعید» در پاریس، به‌خاطر وکالت دادن به رضا پهلوی و همچنین نامه نوشتن به ترامپ برای تحریم سپاه، به خواننده و آهنگساز گروه کیوسک، آرش سبحانی، حملات تندی کرد. همچنین او به تعدادی از خوانندگان ساکن لس آنجلس نظیر لیلا فروهر، گوگوش، حسن شماعی‌زاده، سعید محمدی، منصور و… در ترانه‌ای به نام «مطربان وطن‌فروش» که به‌صورت بوتلگ ضبط شده بود؛ فحاشی کرد.

## همکاری با دیگر هنرمندان
شاهین نجفی پس از جدایی از گروه آنتی‌کاریزما و فعالیت به‌صورت انفرادی، با خوانندگان و آهنگسازان فراوانی همکاری کرده است. پس از اجرای آهنگ نقی توسط شاهین نجفی، این همکاری‌ها به زندانی شدن بعضی از این هنرمندان که در داخل ایران بودند انجامید که می‌توان به احکام زندان سید مهدی موسوی، فاطمه اختصاری، امیر عظیمی، میلاد مفرد، کیوان کریمی، مهدی و حسین رجبیان و امین‌وحید اشاره کرد. همکاری شاهین نجفی با هنرمندان دیگر در سال‌های اخیر کاهش یافته و شایعات زیادی درمورد دلایل این قطع همکاری‌ها در فضای مجازی وجود دارد.

### نوید زردی
شاهین نجفی مدتی با خوانندهٔ کُرد، نوید زردی، همکاری‌هایی مشترک داشت که می‌توان به آثاری مثل «صانع»، «جون‌فدا» و «پیش قاضی و ملق‌بازی» اشاره کرد. همچنین آنها کنسرت مشترکی را در شهر استکهلم سوئد برگزار کردند.

### محسن نامجو
شاهین نجفی و محسن نامجو در تک‌آهنگی به نام «پریود» با یکدیگر همکاری داشتند. این همکاری با واکنش‌های مختلفی روبرو شد که بخشی از آنها به زن‌ستیز بودن مفهوم ترانه اشاره داشت. در شهریور ۱۴۰۱ شاهین نجفی اعلام کرد که بنا بر ادامهٔ بدرفتاری‌های اجتماعی محسن نامجو و اصرار این شخص بر تحقیر و تمسخر حقوق زنان و جنبش #من‌هم خصوصاً زنانی که مورد تجاوز و تعرض جنسی قرار گرفته‌اند، قطعهٔ «پریود» از تمامی پلتفرم‌ها حذف شد.

### امیر عظیمی
امیر عظیمی خواننده پاپ داخل ایران در آلبوم سال خون چند همکاری با شاهین نجفی داشت که بعداً با تک‌آهنگ‌هایی مانند پلنگ زخمی ادامه پیدا کرد. این همکاری پس از حکم ارتداد شاهین نجفی قطع شد.

### سید مهدی موسوی
ترانه‌سرای بسیاری از آثار مطرح شاهین نجفی، مهدی موسوی بوده است. از مطرح‌ترین این همکاری‌ها می‌توان به آثاری همچون محرمانه، شاعر تمام‌شده، ناگهان، بعد از تو، ممیز صفر، هر شب و آن چشم‌ها اشاره کرد. مهدی موسوی به‌خاطر این همکاری‌ها به ۹ سال زندان و ۹۹ ضربه شلاق محکوم شد.

### مجید کاظمی
آهنگساز و تنظیم‌کننده بسیاری از آثار شاهین نجفی، مجید کاظمی بوده است. آنها در آلبوم‌های بسیاری نظیر سال خون، ۱۴۱۴ و ترامادول همکاری داشتند. آنها همچنین آثار مشترک و دوصدایی نظیر اعدام و کوبانی را نیز در آن سال‌ها منتشر کردند.

### فاطمه اختصاری
یکی از شاعران و ترانه‌سرایان مطرحی که با شاهین نجفی در آلبوم سال خون همکاری داشت فاطمه اختصاری بود. او به‌خاطر این همکاری‌ها به ۱۱٫۵ سال زندان و ۹۹ ضربه شلاق محکوم و کتاب‌های او از بازار جمع شد.

### بابک خزایی
بابک خزایی تنها عضو گروه آنتی کاریزما بود که همکاری خود را پس از فروپاشی گروه با شاهین نجفی ادامه داد و در آلبوم‌هایی نظیر سال خون و هیچ هیچ هیچ با او همکاری کرد.

### یغما گلرویی
یغما گلرویی یکی دیگر از ترانه‌سرایانی بود که با شاهین نجفی در آلبوم‌هایی نظیر هیچ هیچ هیچ و ترامادول همکاری داشت. مطرح‌ترین همکاری این دو، ترانه «رانندگی در مستی» است که در آن خود گلرویی بخشی از ترانه را دکلمه کرده است. همچنین شاهین نجفی ترانه‌ای به‌نام «عمو نوروز» با همکاری یغما گلرویی منتشر کرد. پس از همکاری گلرویی با مؤسسه اوج و همچنین انجام مصاحبه‌هایی علیه شاهین نجفی، این همکاری‌ها پایان یافت.

### برادران رجبیان
مهدی رجبیان و حسین رجبیان به‌همراه یوسف عمادی هنرمندانی بودند که در داخل ایران با شاهین نجفی همکاری می‌کردند. آنها که به‌عنوان کمپانی برگ‌میوزیک ناشر آثار شاهین نجفی بودند، به شش سال زندان محکوم شدند.

### بابک امینی
شاهین نجفی، چند همکاری با بابک امینی، موسیقی‌دان داشته که از جملهٔ آنها می‌توان به ترانهٔ «پرواز» که به‌یاد جان‌باختگان پرواز شماره ۷۵۲ هواپیمایی بین‌المللی اوکراین منتشر شده است، اشاره کرد.

### غوغا
در سال ۲۰۱۲ شاهین نجفی آهنگ مشترکی با خوانندهٔ موسیقی رپ، غوغا، منتشر کرد که «انقلاب تفکر» نام داشت. در این آهنگ شاهین نجفی به تمسخر حاکمان ایران و خوانندگان مطرحی نظیر گوگوش و اندی می‌پردازد.

## زندگی شخصی
نجفی در شهریور ۱۳۹۷ در طول کنسرت از لیلی بازرگان (نوه نخست‌وزیر مهدی بازرگان) به‌طور رسمی خواستگاری کرد. او الهام‌بخش چند ترانهٔ عاشقانه نجفی از جمله «کی میگیره جاتو» بود. در فروردین ۱۴۰۴ اعلام شد که زندگی مشترک آن‌ها به پایان رسیده است.

## ترانه‌شناسی

### آلبوم‌ها
- ما مرد نیستیم (۱۳۸۷)
- توهم (۱۳۸۸)
- سال خون (۱۳۸۹)
- هیچ هیچ هیچ (۱۳۹۰)
- ترامادول (۱۳۹۲)
- ۱۴۱۴ (۱۳۹۳)
- ص (۱۳۹۴)
- رادیکال (۱۳۹۵)
- متافریجین (۱۳۹۶)
- جنس سوم (۱۳۹۷)
- مقدس و خشونت (۱۳۹۸)[۹۷]
- چل (۱۳۹۸)[۹۸]
- سیگما (۱۴۰۱)[۹۹]

### وقتی خدا خوابه
در این کتاب، شاهین نجفی فراز و نشیب‌های زندگی خود در داخل و خارج از ایران و همچنین نگاه خود به زندگی و هنر و موسیقی را گردهم آورده که به زبان آلمانی انتشار یافته است. داو ابتدا به شرح رویدادهای بعد از انتشار ترانه نقی پرداخته و سپس در مورد خاطرات کودکی و نوجوانی و مرگ پدرش صحبت کرده است.
وقتی خدا می‌خوابد گزیده‌ای از مهم‌ترین اشعار و اشعار او به همراه متن زندگی‌نامه ای دربارهٔ دوران کودکی او در ایران و هویت سیاسی اوست. در ادامه با سیر نجفی از قاری قرآن به خواننده رپ و منتقد رژیم، درگیری او با مذهب و زندگی اش در تبعید آلمان آشنا می‌شویم.

این کتاب که با پیشگفتار و تفسیری آموزنده از امید نوری پور، نماینده حزب سبز و کارشناس ایران تکمیل شده است، بینش عمیقی را در مورد عملکرد درونی جامعه مدرن ایران ارائه می‌دهد. سندی مهم دربارهٔ نبرد سیاسی شجاعانه برای آزادی و عدالت.

### بیترکس
کتاب بیترکس در ۱۵۲ صفحه و توسط انتشارات ناکجا در سال ۲۰۱۹ منتشر شده و به موضوعاتی همچون هنر⁩، سیاست⁩، موسیقی⁩، تکنولوژی، بقا⁩ و قدرت می‌پردازد.
نجفی کتابش را اینگونه معرفی می‌کند: «بیترکس را باید همچون مقدمه‌ای کوتاه برای آغاز گفتگویی سخت دربارهٔ هنر، قدرت و آینده خواند. پیش از آغاز این بحث باید بر سر مفهوم «بقاء» به توافقی نسبی رسید زیرا بدون این توافق، گفتگو ناممکن است. این یک توافق حداقلی بر سر بدیهی‌ترین اشتراک هر موجود است. بیترکس نتیجهٔ تلاش یک جویندهٔ هنر علاقمند به علم، و شهروندی سیاسی، برای نزدیک‌شدن به توضیح و فهم قواعد احتمالی بازی، به یاری خوانش متون و برآیندی از ساعت‌ها بحث و گفتگو با افراد مختلف است.»

### ازازیل
این کتاب مجموعه اشعار دوزبانهٔ شاهین نجفی با ترجمهٔ تینوش نظم‌جو از فارسی به فرانسه در ۱۰۰ صفحه است که آن را نشر ناکجا به چاپ رسانده است.

### تراانسان
تراانسان سومین کتابِ شاهین نجفی است. پس از ازازیل، مجموعه اشعارش به دو زبان فارسی و فرانسه، تراانسان در ادامهٔ کتاب قبلی، بیترکس نوشته شده است.

## فیلم‌شناسی

### وقتی خدا خواب است

پوستر وقتی خدا خواب است

فیلم مستند وقتی خدا خواب است محصول سال ۲۰۱۷ و بر اساس زندگی نجفی و به کارگردانی تیل شاودر و تهیه‌کنندگی سارا نجومی ساخته شده است. بازیگر نقش اصلی فیلم شاهین نجفی در نقش خودش است. هالیوود ریپورتر در گزارشی این فیلم را بین ۲۳ فیلمی که در جشنواره فیلم ترایبکا باید دید قرار داد. این فیلم در ۸۸ دقیقه و به زبان‌های آلمانی، فارسی و انگلیسی ساخته شده که در حال و هوای حملهٔ تروریستی سال ۲۰۱۵ اتفاق می‌افتد. درون‌مایهٔ فیلم دربارهٔ برخی از جزئیات زندگی شاهین و به‌طور کلی فتوای ارتداد و زندگی زیر سایهٔ این فتوا است.

#### طرح
این مستند در طول سال ۲۰۱۵ در آلمان تهیه شده است. در حالی که او در معرض تهدید مداوم خطر برای تولید موسیقی و شروع تور است. رابطه عاشقانه او از راه دور با لیلی بازرگان، نوه مهدی بازرگان، اولین نخست‌وزیر ایران پس از انقلاب ۱۳۵۷، نیز به دلیل جایگاه وی به عنوان منتقد صریح اسلام، مسائل را پیچیده می‌کند.

#### انتشار
وقتی خدا خوابه برای اولین بار در جشنواره فیلم ترایبکا به نمایش درآمد و در ۱۲ اکتبر ۲۰۱۷ در کشور آلمان اکران شد. همچنین از ۱۲ اکتبر ۲۰۱۷ یک نمایش تئاتر محدود آلمانی در شهرهای منتخب دریافت کرد.جدا از ترایبکا، این فیلم در جشنواره فیلم مونیخ،جشنواره فیلم کراکوف،و جشنواره فیلم پناهندگان کمیساریای عالی به نمایش درآمده است. این فیلم همچنین یک انتخاب رسمی برای جشنواره بین‌المللی فیلم مستند آمستردام ۲۰۱۷ است که از ۱۵ نوامبر برگزار شد.

### ساعت ۵ صبح بود
ساعت ۵ صبح بود فیلمی به کارگردانی و نویسندگی مصطفی هروی است که در سال ۲۰۱۸ و با مضمون مجازات اعدام و اعدامهای عمومی ساخته و منتشر شده است. در این فیلم، شاهین نجفی و هنرمندان دیگری ازجمله مانا نیستانی، فاطمه اختصاری، شبنم طلوعی و… حضور دارند.